# Krieg der Quadrupelallianz
Sardinien – Kap Passero – Milazzo – Eilean Donan Castle – Glen Shiel – Francavilla – Pensacola – San Sebastián – Vigo und Pontevedra – Kap St. Vincent – Nassau – Villasur-Expedition
Der Krieg der Quadrupelallianz war ein militärischer Konflikt (1717–1720), in dem das Königreich Spanien gegen eine Viermächtekoalition von Großbritannien, Frankreich, Österreich und den Niederlanden um die Vorherrschaft im Mittelmeer kämpfte. Der Konflikt gilt als ein Beispiel dafür, wie im 18. Jahrhundert Diplomatie und Krieg einander ergänzten.

## Vorgeschichte: Tripel-Allianz 1717
Als Folge des Spanischen Erbfolgekrieges (1701–1714) wurde Philipp V. als König von Spanien anerkannt, aber das Königreich verlor im Frieden von Utrecht seine italienischen Besitzungen. Das Herzogtum Mailand, Neapel und die Insel Sardinien fielen an das Haus Habsburg, während Sizilien an Viktor Amadeus II. aus dem Haus Savoyen abgetreten werden musste.
Zunächst ging es jedoch darum, das von dem dreizehnjährigen Krieg geschwächte Land wieder zu stärken. Dabei tat sich besonders Kardinal Giulio Alberoni (1664–1752) hervor. Dieser hatte bereits 1714 die Heirat Philipps V. mit Elisabeth Farnese (1692–1766) initiiert und stieg in den folgenden Jahren zum persönlichen Ratgeber der Königin auf. Im Jahre 1715 avancierte er sogar zum Premierminister. Unter seiner Leitung stabilisierte sich die spanische Wirtschaft, und das Finanzwesen wurde reformiert. Alberoni schuf darüber hinaus eine neue Flotte (mit etwa 50 Kriegsschiffen 1718) und verbesserte das Militärwesen.
Philipp V. hatte aus seiner ersten Ehe bereits drei Söhne, und so war es das erklärte Ziel Elisabeth Farneses, ihren Kindern Herzogtümer in Italien zu verschaffen. Alberoni und Philipp V. unterstützen sie darin, weil auch sie die alte Größe Spaniens wiederherstellen wollten. Spanien erhob deshalb Ansprüche auf Sizilien und Sardinien.
In Frankreich herrschte seit dem Tod Ludwigs XIV. (1715) der Herzog von Orleans als Prinzregent für den Kindkönig Ludwig XV. Da spanische Erbansprüche auf den französischen Thron bestanden, falls der junge Ludwig vorzeitig sterben sollte, benötigte der Regent die Unterstützung Großbritanniens, das daran interessiert war, ein Zusammengehen der bourbonischen Monarchien zu verhindern. Auch die Niederlande sahen sich durch die spanischen Expansionsbestrebungen bedroht. Diese Mächte schlossen sich am 4. Januar 1717 in der Tripel-Allianz diplomatisch zusammen, um Spanien geschlossen entgegenzutreten.

## Verlauf des Krieges

### Feindseligkeiten bis zur Bildung der Quadrupelallianz von London 1718
Als sich Österreich ab 1716 an der Seite Venedigs im Krieg gegen die Türken engagierte, sah man in Spanien die Zeit zum Handeln für gekommen. Ohne die Opposition der Tripel-Allianz zu beachten, landeten im August 1717 etwa 8.000 spanische Soldaten auf Sardinien. Die österreichische Reaktion war schwach, weil die Armee auf dem Balkan gebunden war und weil der Präsident des Hofkriegsrates, Prinz Eugen von Savoyen (1663–1736), den Ausbruch eines großen Krieges in Italien vermeiden wollte. Er sorgte lediglich für eine Verstärkung der Defensivkräfte im habsburgischen Neapel, das ebenfalls bedroht erschien.
Die Mächte der Tripelallianz versuchten nun, einen Frieden zwischen Habsburgern und Osmanen zu vermitteln, damit Österreich in der Lage war, seine Streitkräfte gegen Spanien zu konzentrieren. Am 21. Juli 1718 kam es zum Abschluss des Friedens von Passarowitz, und am 2. August 1718 trat Österreich der Allianz bei, die so zu einer Quadrupelallianz wurde. Diese Allianz war ein Staatsvertrag, der ein Gleichgewicht der europäischen Mächte garantieren sollte. Kaiser Karl VI. verzichtete darin auf seine Ansprüche auf den spanischen Thron, willigte in den Tausch Siziliens gegen Sardinien ein und erklärte sich bereit, eine spanisch-bourbonische Dynastie in Italien zuzulassen. Diese Beschlüsse mussten nun gegen Spanien durchgesetzt werden. Dazu wurden die Bedingungen an den Hof nach Madrid geschickt und im Weigerungsfall mit der Kriegserklärung gedroht.

### Kämpfe im Jahre 1718
Bereits am 3. Juli 1718 war ein spanisches Heer auf Sizilien gelandet, das zu jenem Zeitpunkt noch zu Savoyen gehörte. Die Spanier hatten Palermo eingenommen und danach die ganze Insel besetzt. Die einzige Ausnahme bildete Messina, das sich erst am 30. September 1718 den Belagerern ergab. Als Vorwand für diese Invasion diente die Unzufriedenheit der sizilianischen Bevölkerung mit der savoyischen Regierung. Dennoch strengte man Verhandlungen mit Savoyen an, sogar ein anti-habsburgisches Bündnis. Alberoni schlug Herzog Viktor Amadeus II. vor, gemeinsam gegen Österreich vorzugehen und dann die eroberten Gebiete zu teilen.
Großbritannien entsandte daraufhin ein starkes Geschwader unter Admiral George Byng ins Mittelmeer, um den britischen Handel zu schützen. In Neapel verständigte sich Byng mit dem österreichischen Vizekönig Wirich Philipp Graf Daun, der ihm mitteilte, dass ein österreichisches Heer bald gegen Sizilien vorgehen sollte. Um dies zu ermöglichen, musste zunächst die Seeherrschaft errungen werden. Byng suchte in den Gewässern nach der spanischen Flotte und fand sie schließlich am 11. August 1718 vor Kap Passero an der Südspitze Siziliens. Er provozierte die Spanier unter Admiral José Antonio de Gaztañeta zum Angriff und vernichtete die Flotte am gleichen Tag in der Seeschlacht vor Kap Passero. Spanien verlor einen wesentlichen Teil seiner Macht, weil es seine Truppen auf Sardinien und Sizilien nicht mehr ungehindert versorgen konnte.
Inzwischen hatte sich ein kleines österreichisches Heer in Neapel gesammelt. Es setzte im Herbst 1718 nach Sizilien über, welches dem Kaiser nach den Bestimmungen der Quadrupelallianz als Besitz zugesichert worden war. Dort kam es am 15. Oktober 1718 zu einer weiteren Schlacht zwischen Briten und Spaniern. Juan Francisco de Bette ließ die Gelegenheit verstreichen, die Österreicher vollständig aus Sizilien zu vertreiben; sie hielten einen kleinen Brückenkopf um Milazzo.
Am 20. Juni 1719 gewann de Bette die Schlacht bei Francavilla.
Am 17. Dezember 1718 wies Spanien die Bedingungen der Allianz endgültig zurück, woraufhin Großbritannien Spanien offiziell den Krieg erklärte. Der Kampf weitete sich auf die spanischen Kolonien in Südamerika aus, wo Großbritannien versuchte, Vorteile zu erringen.

### Kämpfe im Jahre 1719 bis zum Friedensschluss
Um den Jahreswechsel herum war auch Frankreich offiziell in den Krieg eingetreten, nachdem ein Komplott des spanischen Botschafters in Paris gegen den Herzog von Orleans aufgedeckt worden war. Um sich gegen Spanien zu behaupten, marschierte ein französisches Heer unter dem Marschall Berwick im Frühjahr 1719 über die Pyrenäen ins Baskenland ein, musste sich jedoch im November wegen der schlechten Versorgungslage wieder zurückziehen. Ein weiterer Vorstoß nach Katalonien, bei dem zunächst Fuenterrabia, La Seu d’Urgell und San Sebastián erobert werden konnten, wurde schließlich von den Spaniern abgewehrt; dabei soll sich Elisabeth Farnese angeblich selbst an die Spitze einer spanischen Division gesetzt haben. In den amerikanischen Kolonien konnten die französischen Truppen das spanische Pensacola (Florida) einnehmen.
Im Laufe des Jahres 1719 gelang den Österreichern die Rückeroberung Siziliens. Da Prinz Eugen von Savoyen sich weigerte, den Oberbefehl zu übernehmen, kommandierte Graf Mercy (1666–1734) die Truppen. Er überfiel zunächst am 21. Juni ohne Ergebnis das spanische Lager bei Francavilla und gewann später ein Gefecht bei Milazzo. Anschließend eroberte er Messina zurück und stand schließlich vor Palermo.

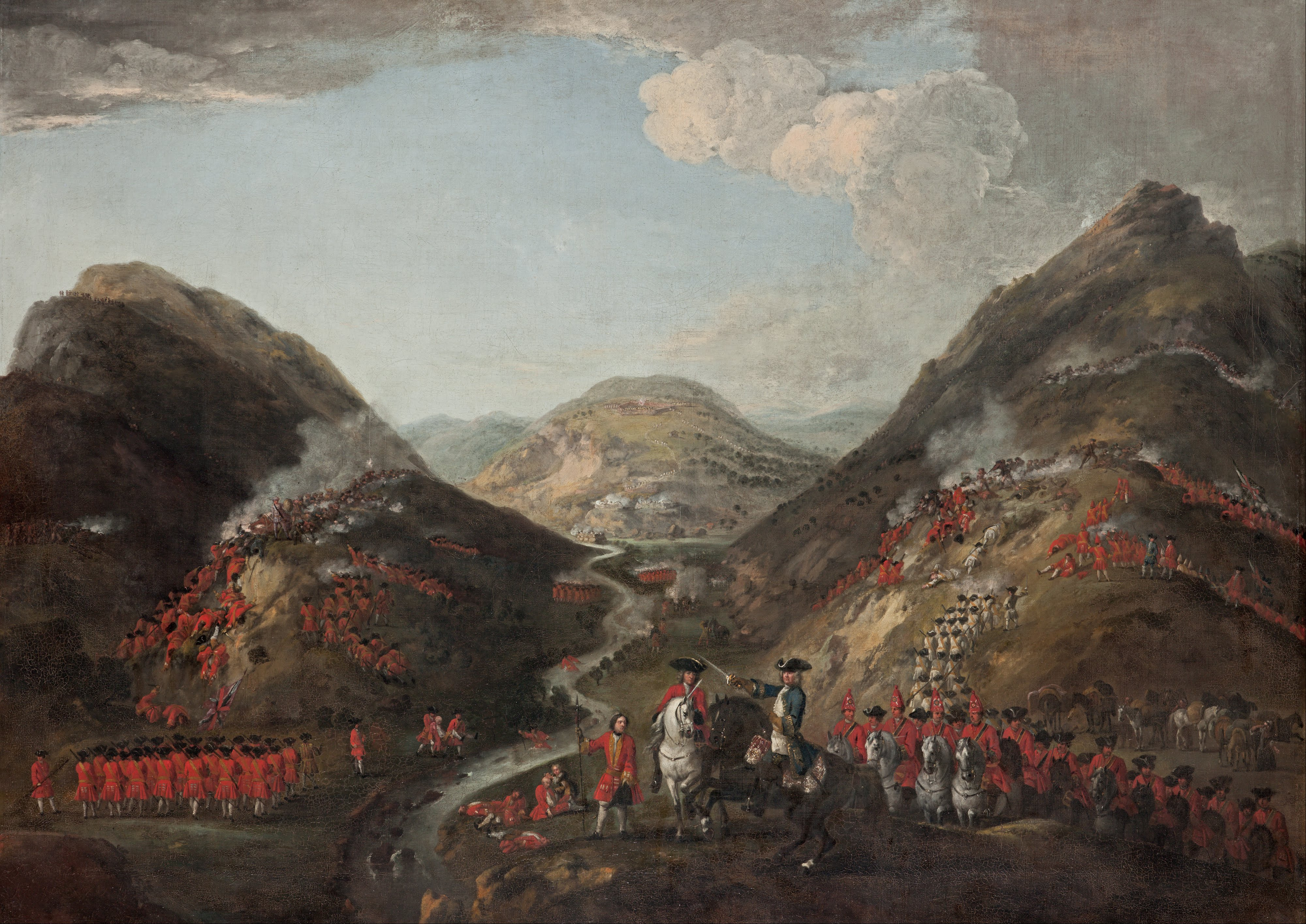
Die Schlacht bei Glenshiel (1719)

Der Druck, den die britische Flotte auf den spanischen Handel ausübte, machte sich dort spürbar bemerkbar. Um Großbritannien zu schwächen, unterstützte Spanien die schottischen Jakobiter in ihrer Unabhängigkeitsbewegung. Am 6. März 1719 verließ eine spanische Flotte mit ca. 5.000 Mann (darunter auch der spätere preußische Feldmarschall James Keith) Cádiz, um an der schottischen Westküste zu landen. Widrige Wetterumstände und die Wachsamkeit der britischen Flotte verhinderten jedoch einen Erfolg der Expedition. Im darauf folgenden Monat wurde erneut eine Flotte von A Coruña aus losgeschickt, bei der sich auch 300 spanische Soldaten befanden. Diese landete unter George Keith, dem schottischen Earl Marischal, bei Eilean Donan Castle an der schottischen Westküste. Im Juni des Jahres wurde die kleine Streitmacht (um 1.000 Schotten verstärkt) in der Schlacht bei Glenshiel geschlagen. In einer Gegenaktion landeten die Briten im September und Oktober ihrerseits eine kleine Streitmacht von 4.000 Mann in Galicien.
Nachdem die Niederlande im August 1719 ebenfalls in den Krieg eingetreten waren, wurde es offensichtlich, dass Spanien nicht gegen die Übermacht der Quadrupelallianz ankommen konnte. Die Regierung in Madrid versuchte den Verhandlungsweg einzuschlagen. Die Verbündeten stellten jedoch die Bedingung, dass Kardinal Alberoni vor der Unterzeichnung eines Friedensvertrages entlassen werden müsse. Am 5. Dezember 1719 wurde Alberoni von all seinen Ämtern entbunden und aufgefordert, das Land binnen drei Wochen zu verlassen. Daraufhin wurde am 20. Februar 1720 der Vertrag von Den Haag abgeschlossen, der den Krieg beendete. Auf Sizilien wurden die Kampfhandlungen kurz danach durch die Konvention von Palermo eingestellt.

## Folgen
Philipp V. von Spanien musste alle eroberten Gebiete räumen. Der Sohn Elisabeth Farneses, Karl (1716–1788), erhielt jedoch die Herzogtümer Parma, Piacenza und Toskana zugesprochen, die nach dem baldigen Aussterben der männlichen Farnese-Linie an ihn fallen sollte (an diesem Punkt sollte sich 1727 ein neuer Krieg gegen Großbritannien entzünden). Auch die Kolonie Pensacola wurde von Frankreich an Spanien zurückgegeben.
Die Habsburger verzichteten auf Sardinien und erhielten dafür Sizilien zugesprochen. Im Gegenzug hatte Karl VI. jedoch auf seine Ansprüche auf den spanischen Thron verzichten müssen. Viktor Amadeus von Savoyen wurde hingegen als König von Sardinien anerkannt. Dies war die Geburtsstunde des Königreiches Sardinien.
In gewisser Hinsicht war der Krieg der Quadrupelallianz lediglich eine Fortsetzung des Spanischen Erbfolgekrieges, in dem viele Fragen zur Machtlage im Mittelmeer ungeklärt geblieben waren. Erst die Konvention von Palermo sorgte für klare Verhältnisse. Spanien konnte sich in den folgenden Jahren aus der politischen Isolation befreien und im Polnischen Thronfolgekrieg (1733–1738) sogar noch Neapel und Sizilien unter seine Herrschaft bringen.

## Galerie

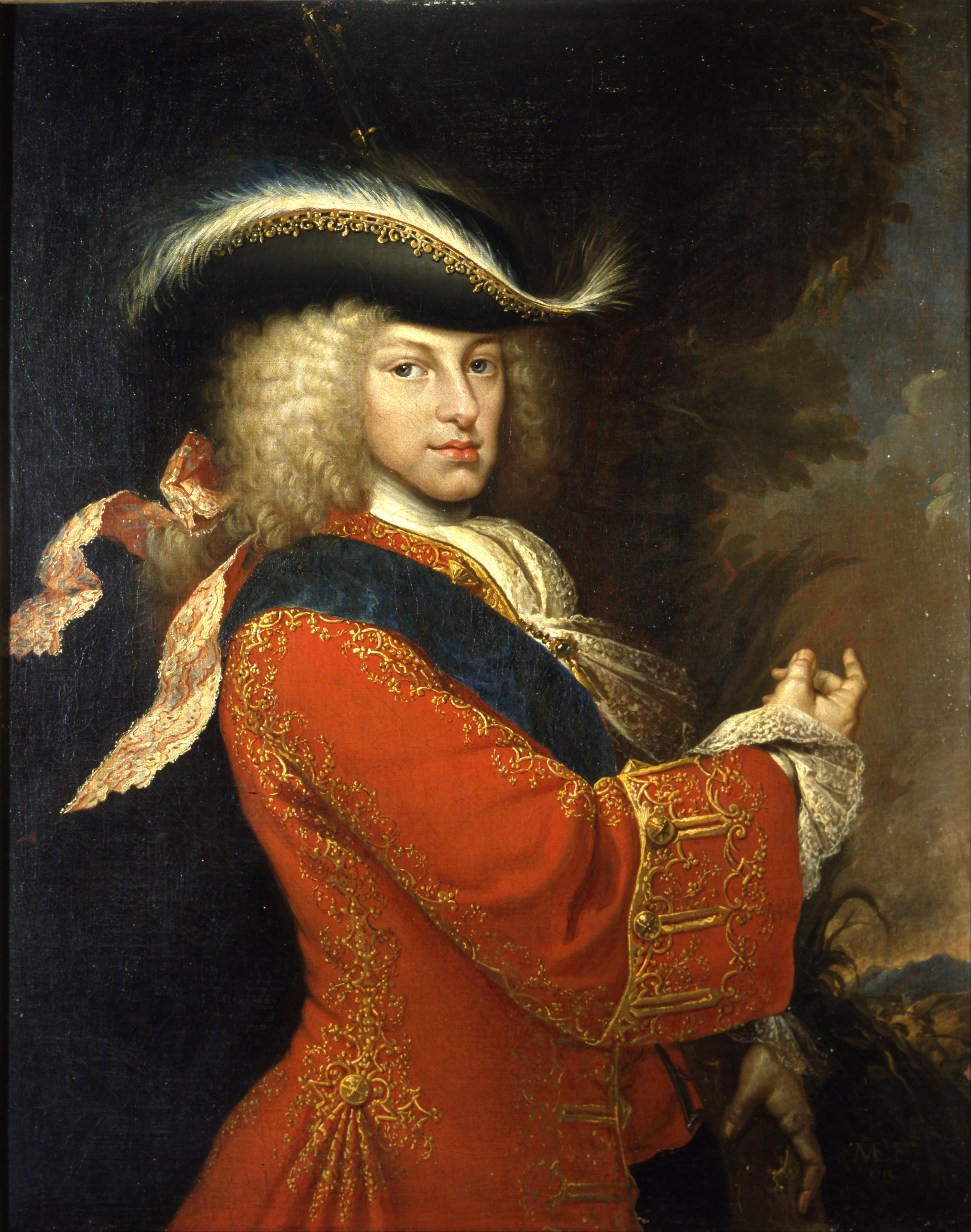
Philipp V. König von Spanien
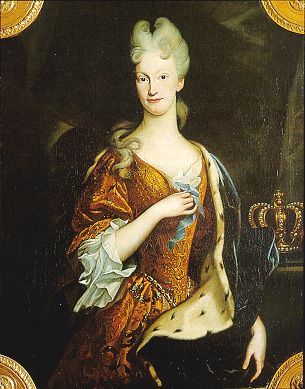
Elisabetta Farnese
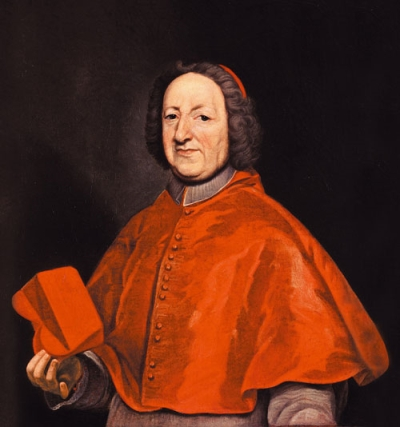
Kardinal Alberoni
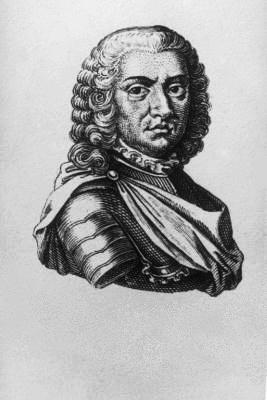
Florimund Claudius, Graf Mercy (1666–1734)